# Georgette

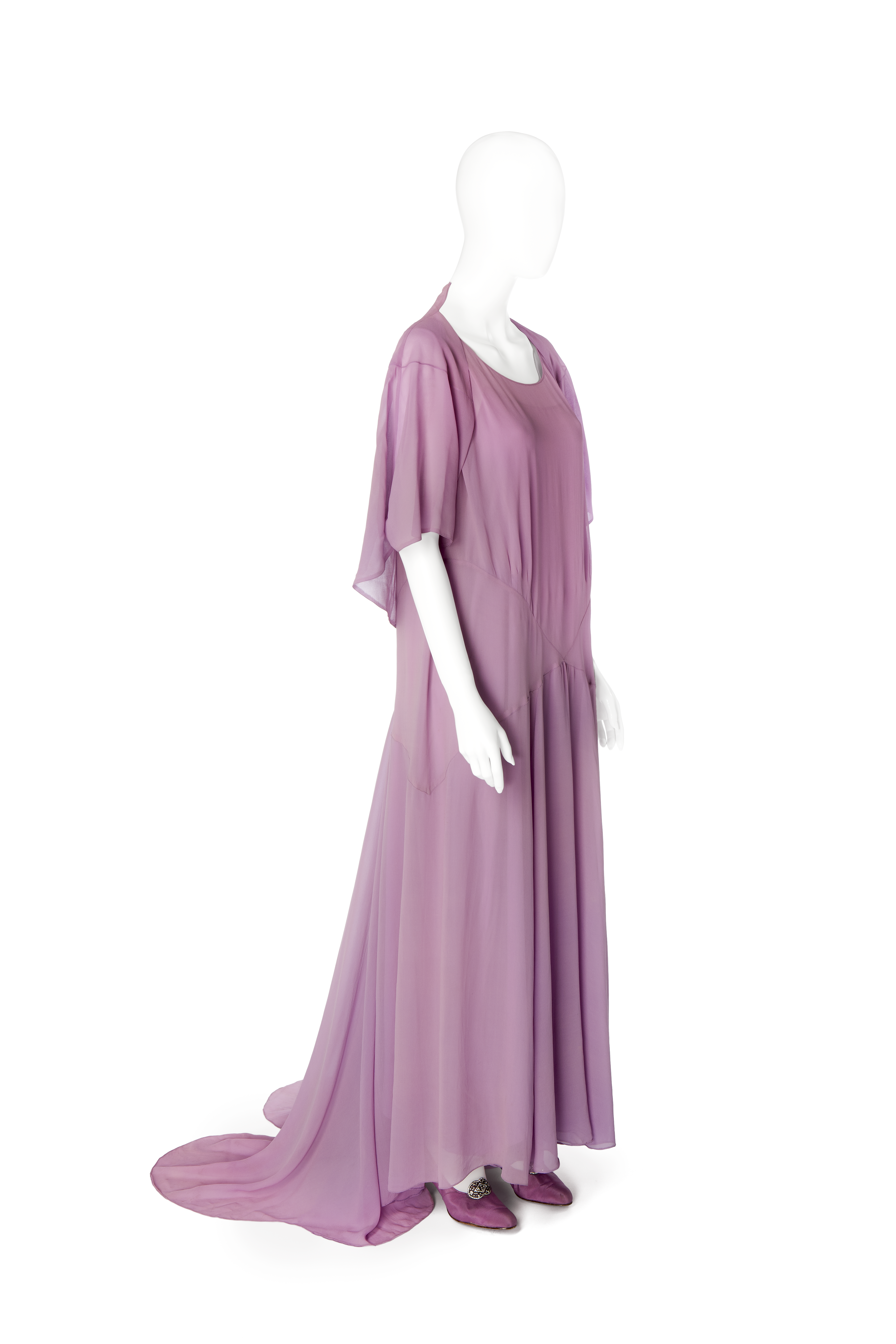
Kleid mit Cape aus Georgette-Seide, 1930er Jahre

Georgette (IPA: [ʒɔʁˈʒɛt], anhörenⓘ; auch: Crêpe Georgette: IPA: [kʁɛp ʒɔʁˈʒɛt], anhörenⓘ) ist die Bezeichnung für ein dünnes, schleierartiges Gewebe aus Seide oder Kunstseide. Der Name leitet sich von der Pariser Modistin Georgette de la Plante her. Der Georgette ist etwas schwerer und weniger transparent als der verwandte Chiffon. Durch Verwendung verdrillter Fäden entsteht eine strukturierte Oberfläche mit Kreppeffekt. Kette und Schuss sind bei diesem Stoff aus Crêpe hergestellt. Georgette gilt als sehr haltbar. Verwendet wird Georgette zur Herstellung von Blusen, fließenden Kleider, Tüchern  und hochwertiger Damenunterwäsche. Besonders gefragt waren Georgette-Stoffe in der ersten Hälfte des 20. Jahrhunderts.